# Заборьинское сельское поселение
Заборьинское се́льское поселе́ние — муниципальное образование в Берёзовском районе Пермского края Российской Федерации.
Административный центр — деревня Заборье.

## Население
| 2010  | 2012  | 2013  | 2014  | 2015  | 2016  | 2017  |
| ----- | ----- | ----- | ----- | ----- | ----- | ----- |
| 1200  | ↘1167 | ↗1171 | ↘1159 | ↘1106 | ↘1085 | ↘1079 |
| 2018  | 2019  |       |       |       |       |       |
| ↘1061 | ↘1049 |       |       |       |       |       |

## Состав сельского поселения
| №  | Населённый пункт | Тип населённого пункта          | Население |
| -- | ---------------- | ------------------------------- | --------- |
| 1  | Байкино          | деревня                         | 84        |
| 2  | Гладково         | деревня                         | 10        |
| 3  | Заборье          | деревня, административный центр | 522       |
| 4  | Иссиняево        | деревня                         | 65        |
| 5  | Карнаухово       | село                            | 165       |
| 6  | Клычи            | деревня                         | 180       |
| 7  | Пирожково        | деревня                         | 48        |
| 8  | Рыжково          | деревня                         | 102       |
| 9  | Тарнабоево       | деревня                         | 12        |
| 10 | Шумково          | деревня                         | 12        |

## Символика
Флаг утверждён 4 декабря 2009 года решением Совета депутатов Заборьинского сельского поселения № 100 и внесён в Государственный геральдический регистр Российской Федерации с присвоением регистрационного номера 5951.
Авторский коллектив: идея — депутаты Заборьинского сельского поселения; компьютерный дизайн — Л. Овчинникова; вексиллологическая доработка — В. Л. Созинов; обоснование символики — депутаты Заборьинского сельского поселения.
Флаг представляет собой:
«Прямоугольное полотнище с отношением ширины к длине 2:3, разделённое на четыре равновеликие части: две зелёные (вверху у древка и внизу у свободного края) и две красные; в красных частях изображены: у свободного края — сосна, у древка — лось, и несущее в центре, поверх деления, изображение солнца с чередующимися прямыми и пламенеющими лучами; изображения выполнены в жёлтом цвете».

### Обоснование символики
Село Заборье возникло в 1869 году. Заборье означает «место за бором (хвойным лесом)». Действительно с двух сторон деревню окружает лес, который уходит далеко вглубь на много километров. Возле бора, позади деревенских огородов, течёт река Заборка, которая берёт начало недалеко от деревни.
В начале XX века в Заборье было полсотни деревянных одноэтажных домов, где жило 257 человек жителей, основным занятием которых было земледелие. Центральная фигура флага — золотое солнце — источник тепла, мира, согласия, созидательной силы, символ вечного обновления.
Сосна и лось указывают на богатую природу, лесные угодья территории.
Зелёный цвет — цвет природы — символ весны, возрождения, жизни, радости, процветания и стабильности.
Красный цвет — символ мужества, самоотверженности, труда, праздника и красоты.
Жёлтый цвет (золото) символизирует прочность, величие, уважение.[значимость?]